# Klíč (hudební skupina)
Klíč je folková skupina, jejíž písně jsou inspirovány středověkými a renesančními tématy a hudbou (tzv. renesanční folk). V jejích písních je však možno slyšet i folk moderní, současný šanson a také cikánské melodické prvky. 
Autorem hudby u většiny písní je skladatel, textař a současně zpěvák a hráč na kytaru Jaroslav Marian, autorem převážné většiny textů (obzvláště v druhé polovině období existence kapely) je divadelní autor, režisér a dramaturg Tomáš Vondrovic. Velmi výraznou osobností ve skupině je zpěvačka a hráčka na dechové nástroje Pavla Marianová s nezaměnitelným sametově znějícím altem.

## Historie
Kapela vznikla v roce 1982, vrcholem jejích úspěchů byl konec 80. let a 90. léta 20. století.
Skupina v roce 1988 získala na celostátním finále Porty v Plzni Cenu diváků, v roce 1990 obdržela Autorskou portu za píseň "Omnia vincit amor" a v roce 1992 byla oceněna i Zlatou portou za její celkový přínos pro českou folkovou hudbu. Kromě toho je skupina Klíč držitelkou i mnoha dalších hudebních a diváckých ocenění – např. jí byly uděleny i dvě Zlaté desky, a to za její první dvě profilová alba.
V prosinci 2002 skupina ukončila po dvaceti letech existence veřejné vystupování. Hlavní protagonisté skupiny Klíč, manželé Pavla a Jaroslav Marianovi, začali od roku 2005 opět občas koncertně vystupovat jako manželské duo, a to s nejúspěšnějšími písněmi skupiny Klíč v komornějším provedení. Ke 30. výročí kapely se širší sestava opět sešla, odehrála sérii koncertů a vyšlo také CD. Od té doby opět vystupuje v různém počtu členů jako Klíč (kvartet), kvintet nebo i v plné sedmičlenné sestavě.

### V datech
- 1982 – parta šesti hudbymilovných studentů středních a vysokých škol založila začátkem roku hudební skupinu – tehdy ještě pod názvem Petrklíč
- 1982 – v září přišel (původně pouze na „záskok“) do skupiny nový kytarista – Jaroslav Marian – a v kapele zůstal až do jejího konce, tj. do roku 2002, jako její kapelník, zpěvák, kytarista, autor a aranžér převážné části repertoáru
- 1982 – 2. místo v pražském finále multižánrové hudební přehlídky Píseň ’82
- 1983 – redukce sestavy skupiny na pět členů: Jarmila a Jiří Pánkovi, Pavla Mokryckiová (později Marianová), Jaroslav Marian a Vlaďka Jestřábová
- 1983 – mužská část skupiny odešla po ukončení vysokoškolského studia na roční vojenskou službu, ženy však samy pokračovaly v koncertní činnosti (současně s tím došlo ke zkrácení názvu skupiny na Klíč)
- 1984 – oba „dočasní vojáci“ z Klíče založili u svých vojenských útvarů (za účasti některých civilních členek skupiny) vojenské folkové kapely a ty se pak úspěšně umístily v armádní umělecké soutěži ASUT (2. a 3. místo v celostátním finále)
- 1984 – po ukončení vojenské služby se kompletní skupina Klíč opět vrátila na civilní koncertní pódia
- 1985 – první studiová nahrávka pro firmu Supraphon (píseň Jaroslava Mariana „Před usínáním“)
- 1986 – studiová nahrávka dalších tří písní a vydání první SP desky u firmy Supraphon
- 1986 – Cena diváků v pražském finále soutěže Porta ’86 (ve velkém sále paláce Lucerna)
- 1986 – 1. místo v celostátní soutěži vysokoškolských souborů Akademická Praha 1986
- 1986 – svatba Pavly a Jaroslava Marianových
- 1987 – Cena diváků a celkové vítězství v pražském finále Porta ’87 v sále Lucerny (poprvé zde zazněla píseň „Pohár a kalich“)
- 1987 – na celostátním finále přehlídky Porta v Plzni nahrála skupina píseň „Pohár a kalich“ na živě natáčenou LP desku Porta ’87
- 1987 – první televizní vystoupení skupiny Klíč – v pořadu Hudební aréna (píseň „Kousek lásky“)
- 1987 – firma Supraphon vydala v edici Dostavník druhou SP desku skupiny (název kapely však na obalu uveden nebyl)
- 1987 – změna v sestavě skupiny: odešla flétnistka Vlaďka Jestřábová a přišli flétnistka Kateřina Chudobová a violoncellista Jiří Krupička
- 1988 – Cena diváků na celostátním finále přehlídky Porta ’88 v Plzni
- 1990 – vítězství v pražském finále soutěže Porta 1990 (poprvé veřejně zazněla píseň „Omnia vincit amor“)
- 1990 – do skupiny přišla nová flétnistka Jitka Fellerová (později Krupičková)
- 1990 – na finále Porty v Plzni získala píseň „Omnia vincit amor“ cenu Autorská Porta
- 1990 – zakládající člen kytarista Jiří Pánek odešel do nově vzniklé skupiny Šlapeto, na jeho místo nastoupil kytarista Petr Dvořák
- 1991 – do skupiny přišel nový kytarista Zdeněk Altynski
- 1992 – skupině byla na celostátním finále Porty v Olomouci udělena Zlatá Porta za celkový přínos pro českou folkovou hudbu
- 1992 – Česká televize natočila na hradě Landštejně první samostatný televizní recitál skupiny (další recitály byly Českou televizí natočeny v letech 1996 a 1998)
- 1993 – pod názvem …omnia vincit amor vyšlo první profilové album skupiny (bylo slavnostně pokřtěno na dvou koncertech v Divadle pod Palmovkou)
- 1994 – album …omnia vincit amor bylo vyhlášeno druhou nejúspěšnější FCT deskou roku 1993 (anketa časopisu Folk & Country) a sedmým nejprodávanějším FCT albem roku 1993
- 1995 – vyšlo druhé profilové album Větrné mlýny (křest proběhl v sále pražského Divadla ABC)
- 1996 – album Větrné mlýny bylo v anketě časopisu Folk & Country vyhlášeno třetí nejúspěšnější FCT deskou roku 1995
- 1997–98 – významné změny v sestavě: z původní sestavy zůstali pouze Pavla a Jaroslav Marianovi, přišli členové poslední koncertní sestavy skupiny: zpěvačka Jana Slavatová, flétnistka Jana Neubauerová, violoncellistka Blanka Škodová, kytarista Milan Venkrbec a hobojista Bedřich Hejsek
- 1997 – došlo k úplné profesionalizaci kapely
- 1997 – nahráno a vydáno třetí autorské album Karneval canzonett
- 1998 – vydáno album Vánoční KLÍČení sestavené z méně známých adventních písní a vánočních koled
- 1999 – firma Universal Music vydala v edici Master serie výběr z dosavadní tvorby skupiny
- 2000 – píseň „Omnia vincit amor“ byla v divácké anketě Českého rozhlasu Zlatý tucet vybrána mezi dvanáct nejúspěšnějších folkových písní 20. století
- 2001 – skupině byla udělena Zlatá deska za prodej 20 000 nosičů alba …omnia vincit amor
- 2001 – skupina vydala album netradičních písniček pro děti Písničky z Breptánie
- 2002 – skupině byla udělena Zlatá deska za prodej 15 000 nosičů alba Větrné mlýny
- 2002 – skupina oslavila 20 let existence a koncem roku ukončila svoji koncertní činnost
- 2010 – skupina vydala dvojalbum Dál plyne čas obsahující převážně již vydané písně
- 2012 – turné k 30 letům od založení kapely (koncertní návrat po 10 letech), nahráno koncertní album KLÍČ – 30 let
- 2017 – turné k 35 letům od založení kapely
- 2018 – album nových písní V čase zrání…
- 2020 – DVD Vánoční koncert v divadle GONG
- 2022 – turné ke 40 letům od založení kapely

## Obsazení
Nástrojové obsazení skupiny: šestistrunná a dvanáctistrunná kytara, příčná flétna, zobcové flétny, hoboj, anglický roh, cello, metalofon, rytmické nástroje atd.
- Jiří Pánek – dvanáctistrunná kytara (1982–1990)
- Stanislav Kubík – sólo zpěv, kytara, mandolína, rytmické nástroje (1982–1983)
- Ivan Vyvadil – kytara, zpěv (1982–1983)
- Jarmila Pánková – sólo zpěv, metalofon, rytmické nástroje, klavír (1982–1997)
- Pavla Marianová – sólo zpěv, zobcové flétny, rytmické nástroje (1982–2002)
- Vladimíra Jestřábová – zpěv, příčná flétna a zobcové flétny, konga (1982–1987)
- Jaroslav Marian – sólo zpěv, šestistrunná klasická kytara (1982–2002)
- Romana Schützová – příčná a zobcové flétny (1985)
- Vít Švec – kontrabas (1983–1985)
- Pavel Kubíčke – violoncello, zpěv (1986–1987)
- Miroslava Havrdová – violoncello, zpěv (1987)
- Kateřina Chudobová – zpěv, příčná flétna a zobcové flétny (1987–1997)
- Jiří Krupička – violoncello, zpěv (1987–1997)
- Jitka Krupičková – zpěv, příčná flétna a zobcové flétny, rytmické nástroje (1990–1997)
- Petr Dvořák – dvanáctistrunná kytara, zpěv (1990–1991)
- Zdeněk Altynski – dvanáctistrunná kytara, bicí nástroje (1991–1998)
- Jana Slavatová – sólo zpěv (soprán), metalofon, rytmické nástroje (1997–2002)
- Jana Bošková – příčná flétna a zobcové flétny, zpěv, rytmické nástroje (1997–2002)
- Blanka Ledvinková – violoncello, zpěv, rytmické nástroje, niněra (1997–2002)
- Martin Hübsch – hoboj, zpěv (1997–1998)
- Milan Venkrbec – dvanáctistrunná kytara, zpěv, bicí nástroje (1998–2002)
- Bedřich Hejsek – hoboj, anglický roh, housle, zobcové flétny, rytmické nástroje (1998–2002)

## Diskografie

### Singly
- SP písně „Chvíle“, „Ztráty a nálezy“ (Supraphon 1986)
- SP písně „Před usínáním“, „Předjaří v muzeu“ (Supraphon 1987)

### Profilová alba
- LP, CD a MC Omnia vincit amor... (DUNA Rec. 1993, 2. vydání Venkow 1995)
- LP a MC Větrné mlýny (Venkow 1995)
- LP a MC Karneval canzonett (Venkow rec. a PolyGram comp. 1997)
- LP a MC Vánoční KLÍČení (Venkow rec. a PolyGram comp. 1998)
- LP a MC Klíč – Master serie (Venkow rec. a Universal Music Company 1999)
- LP a MC Písničky z Breptánie (Venkow rec. a Universal Music Company 2001)
- 2CD Dál plyne čas... (Universal Music Company 2010)
- CD Klíč – 30 let (live CD) (Agentura KLÍČ)
- Kniha s CD a kniha s kódem KLÍČ – V čase zrání... (Agentura KLÍČ)

### Účast na hudebních samplerech
- LP PORTA 1987 – píseň „Pohár a kalich“ (Supraphon 1987)
- LP PLANETA MÍRU – píseň „Zatím“ (Supraphon 1987)
- LP a MC PORTA 1990 – píseň „Omnia vincit amor“ (PORTA 1990)
- LP, CD a MC Šťastné a veselé – vánoční píseň „Chtíc, aby spal“ (Venkow 1992)
- LP a MC Folk a Country hity – píseň „Hádě“ (Venkow rec. a PolyGram comp. 1997)
- LP Bohnický MISH-MASH – píseň „To není nikde psáno“ (PL Bohnice 1998)
- LP a MC F&C hity 1998 – píseň „Mince“ (Venkow rec. a PolyGram comp. 1998)
- LP a MC Folkové balady – píseň „Omnia vincit amor“ (Sony Music/Bonton 1998)
- 3CD Vánoce u nás – píseň „Chtíc, aby spal“ (Venkow rec. a PolyGram comp. 1998)
- LP a MC 20 Folkových písní – píseň „Běda poraženým“ (Sony Music/Bonton 1999)
- LP a MC Vánoční zpívání – koleda „Ej, noviny převeselý“ (Venkow rec. a Universal Music Company 1999)
- 2CD a 2MC Country stodola – píseň „Kopyta a hříva“ (Venkow rec. a Universal Music Company 2001)
- LP a MC Folkoviny – píseň „Šikmé oči mám“ (Venkow rec. a Universal Music Company 2003)
- 3CD a 3MC Legendy Folku – píseň „Omnia vincit amor“ (Venkow rec. a Universal Music Company 2003)
- LP Kozlova dvanáctka – píseň „Hádě“ (Universal Music Company 2003)
- 2CD Šest strun vánočních – písně „Koledníci idú“, „Starej Havlík vymazuje“ a „Pojďte, chlapci, k nám“ (Venkow Records a Universal Music Company 2003)
- LP SKANSKA 2004 – píseň „Pohár a kalich“ (Skanska Prefa a. s. 2004)

## Zpěvníky
- Zpěvník PETRKLÍČE – notový záznam a texty písní (písně z let 1981–1983), vydáno jako neprodejný metodický materiál (DK Trutnov 1983)
- Zpěvník KLÍČ – texty písní s akordickými značkami, vydáno k 10. výročí existence skupiny jako neprodejný materiál (1992 – vlastním nákladem skupiny KLÍČ)
- KLÍČ – ...omnia vincit amor – notový záznam a texty písní (s vloženým barevným plakátem skupiny), vydáno jako příloha ke stejnojmennému albu (KONVOJ 1995)
- KLÍČ – Větrné mlýny – notový záznam a texty písní (s vloženým barevným plakátem skupiny), vydáno jako příloha ke stejnojmennému albu (FT Records 1996, 2.vydání KONVOJ 1998)
- KLÍČ – Karneval canzonett – notový záznam a texty písní, vydáno jako příloha ke stejnojmennému albu (Vydavatel: F. Linhárek 1997)
- KLÍČ – Vánoční KLÍČení – notový záznam a texty písní, vydáno jako příloha ke stejnojmennému albu (KONVOJ 1998)
- KLÍČ – Písničky z Breptánie – notový záznam a texty písní, vydáno jako příloha ke stejnojmennému albu (KONVOJ 2001)

## Nejznámější písně
- „Pohár a kalich“ (album Omnia vincit amor)
- „Omnia vincit amor“ (album Omnia vincit amor)
- „Nářek“ (album Větrné mlýny)
- „Quijote“ (album Větrné mlýny)
- „Hádě“ (album Větrné mlýny)
- „Třináctka“ (album Omnia vincit amor)
- „Taneček“ (album Omnia vincit amor)
- „Šejdíři“ (album Větrné mlýny)
- „Promoklas“ (album Větrné mlýny)
- „Víno“ (album Omnia vincit amor)
- „Kopyta a hříva“ (album Karneval canzonett)
- „Lokaj“ (album Karneval canzonett)
- „Lou z Lille“ (album Karneval canzonett)
- „Rosu dejte“ (album Vánoční KLÍČení)
- „Plyšáci“ (album Písničky z Brepránie)